# Hoge Orde van de Eer

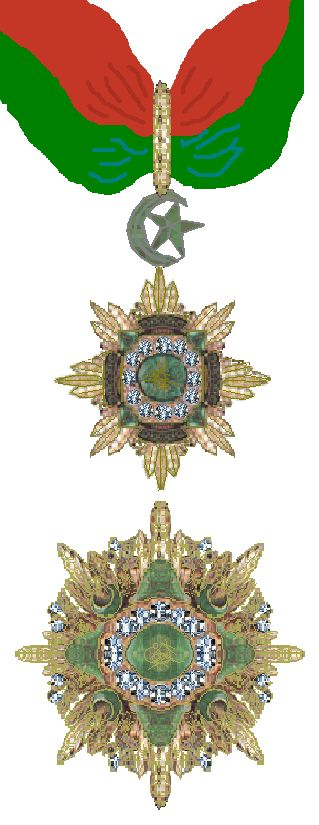
Ster en kleinood aan het lint

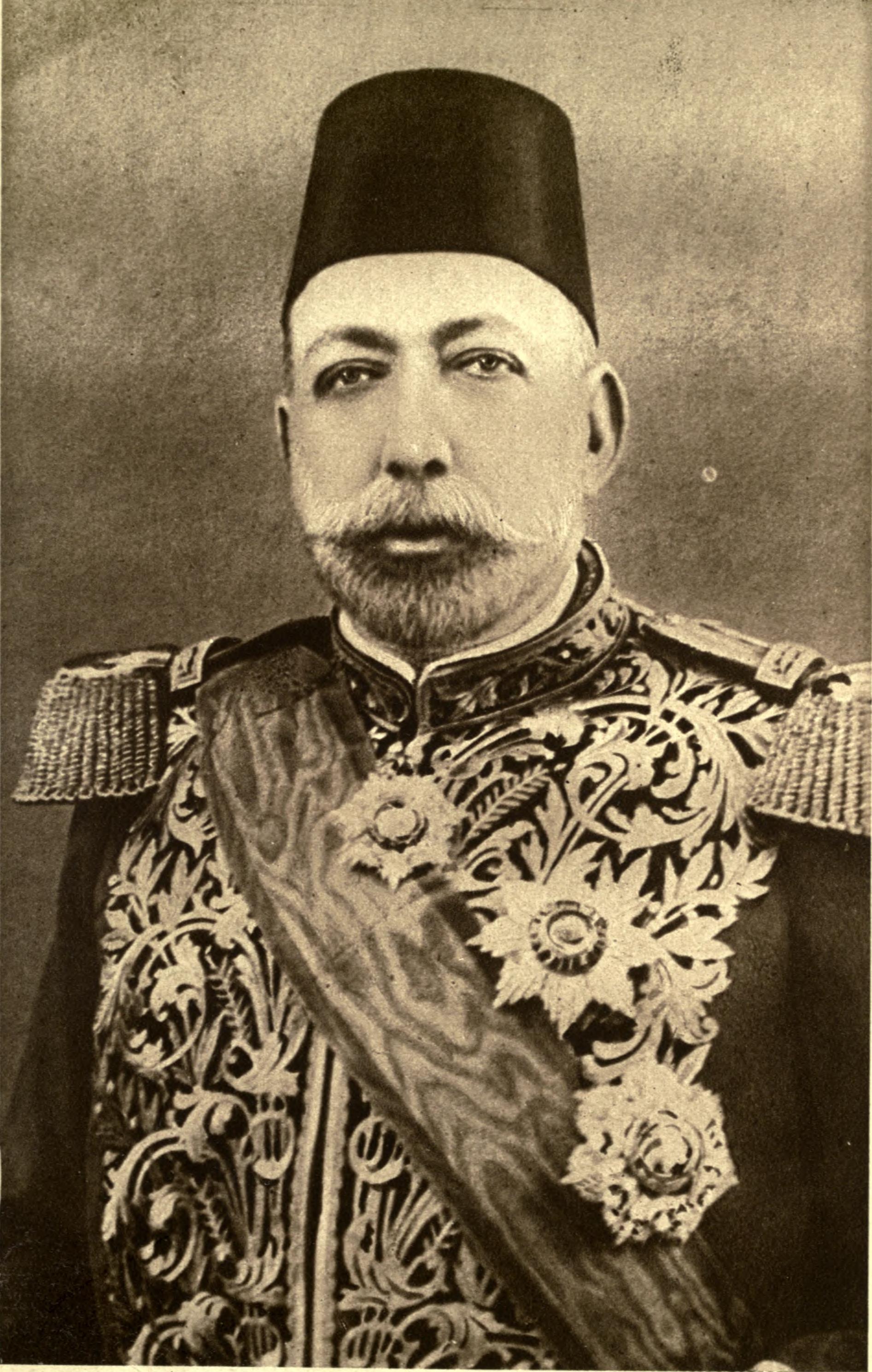
Sultan Mehmet V Resat met ster en kleinood.

De Hoge Orde van de Eer (Turks: "Nishani Ali Imtiyaz") werd door sultan 'Abdu'l-Hamid Khan II in 1879 gesticht of hervormd. Er zijn voor zover bekend geen statuten vastgesteld.
Omdat in het autocratisch geregeerde Turkije van de sultans geen administratieve en staatsrechtelijke regelingen voor ridderorden bestonden, vaak ontbreken de statuten volledig, is er over Turkse onderscheidingen veel onduidelijkheid.
De oude Orde van de Eer had een enkele graad en een kostbaar, aan een rood lint met twee smalle groene strepen lint om de hals gedragen kleinood dat rond de keizerlijke tughra was opgebouwd. De nieuwe versierselen zijn heel anders, de dragers, nog steeds in een enkele graad, droegen nu een grote ster, een kleinood aan een grootlint en een kleinood aan een lint om de hals. Het lint is half rood en half groen waarbij de rode helft boven of rechts komt te liggen.
De orde was de hoogste onderscheiding van het Osmaanse rijk.
In het Topkapi zijn kleinoden van deze orde met de gekalligrafeerde handtekening, de tughra van Abdülhamit II bewaard. De versierselen zijn zeldzaam en zeer kostbaar.
De orde werd voor sociale verdiensten en verdienste als ambtenaar, politicus of militair toegekend.
Ook hoogwaardigheidsbekleders in bevriende staten en leden van het Ottomaanse keizershuis werden in deze orde opgenomen.
Op een in 1911 gemaakte foto draagt de Ottomaanse kroonprins, prins Yusuf Izzedidin (1857-1916), de oudste zoon van Abdülaziz (1861-1876), een grote ster die werd geïdentificeerd als de oude ster van de Orde van de Eer.
Het is beslist niet de ster van de Hoge Orde van de Eer zoals deze na 1879 werd gedragen. Mehmet V werd wel met de orde gefotografeerd.
Volgens Gritzner werden de ster en het grootlint pas in 1886 ingesteld.

## De medaille
De aan de orde verbonden medaille, de op 11 september 1883 ingestelde Medaille van de Orde van Eer werd in zilver en goud verleend. De gouden medaille was de hoogste Osmaanse onderscheiding voor moed. De zilveren medaille werd "aan personen in de omgeving van soevereinen" verleend. Men droeg de medaille aan het lint van de orde.

## De versierselen

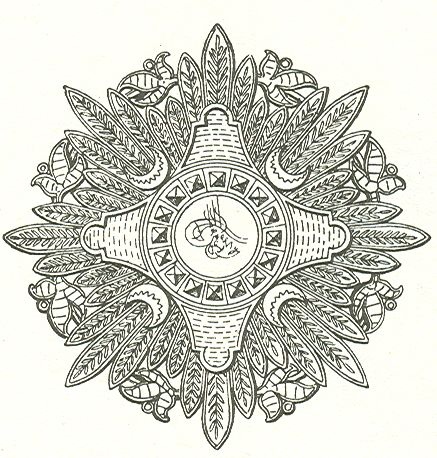
Ster volgens Gritzner

Het kleinood is een achtpuntige ster met drukbewerkte gouden stralen. Rond het jadegroene ronde medaillon met de gouden keizerlijke Tughra zijn vier groen geëmailleerde plaques met de woorden "Vaderlandsliefde", "energie", "dapperheid" en "trouw" in Arabisch schrift aangebracht. Tussen de vier medaillons liggen kleine groene medaillons met een gouden ornamentje. De kleine medaillons stellen vlaggen voor. Als verhoging en verbinding met het lint dient een groene halve maan met vijfpuntige ster. Rond het medaillon is een brede gouden ring met twaalf grote roosgeslepen briljanten gelegd. Soms is de halve maan van het kleinood dat aan het lint om de hals, "en sautoir" moet worden gedragen met beide punten omhoog gelegd. De maan boven het kleinood aan het grootlint is een "wassende" maan.
Ster en kleinood lijken op het eerste gezicht sterk op elkaar, maar er zijn kleine verschillen. Het kleinood is ook kleiner dan de ster.
De grote achtpuntige ster heeft ook drukbewerkte gouden stralen. Op de stralen zijn een aantal briljanten bevestigd. Rond het jadegroene, onregelmatige medaillon met de gouden keizerlijke Tughra zijn vier groen geëmailleerde plaques met de woorden "Vaderlandsliefde", "energie", "dapperheid" en "trouw" in Arabisch schrift aangebracht. Rond het medaillon is een brede gouden ring met twaalf grote roosgeslepen briljanten gelegd. Op de vier diagonale stralen liggen groene halve manen. De ster bestond uit een geheel; een vergulde zilveren plaat waarop medaillon, ring en plaques waren bevestigd. Desondanks lijkt het alsof de aan de randen iets opengewerkte ster op een guirlande of krans is gelegd. Men droeg de ster op de linkerborst.
De val van de Osmaanse dynastie na de Eerste Wereldoorlog maakte een einde aan de orde.